# Potos (Grecia)
Potos (en griego: Ποτός, romanizado: Potós) es un asentamiento en la isla de Tasos, al norte de Grecia.El pueblo está situado en la parte sur de la isla, a orillas del mar de Tracia, la parte más septentrional del mar Egeo. Potos tiene 688 habitantes. Se encuentra a 42 km al noroeste de la capital.
El pueblo costero es un centro turístico durante la temporada de verano, donde el turismo proporciona una gran cantidad de los ingresos, junto con la pesca y la minería de mármol. Los cafés y restaurantes, las tiendas y los establecimientos hoteleros reúnen a turistas nacionales y extranjeros. 
Cerca de Potos es Pefkari, un asentamiento turístico con una hermosa playa.  Psili Ammos es un pequeño pueblo, a 5 km de Potos.  Se trata principalmente de alojamiento turístico, ya que la ubicación es ideal para pasar unas vacaciones sin preocupaciones.  La playa es de arena y las aguas color esmeralda, aunque existe la posibilidad de practicar muchos tipos de deportes acuáticos.  Está organizado con hamacas y sombrillas así como tiendas junto a la playa donde podrás encontrar todo lo que necesitas.

## Deporte
El asentamiento cuenta con un campo de fútbol, en el que compite el equipo local del asentamiento montañés, "Doxa" Theologos-Potos.